# Троицко-Сергиевский 194-й пехотный полк
194-й пехотный Троицко-Сергиевский полк — пехотная воинская часть Русской императорской армии.
- Полковой праздник — 6 (19) августа, день Преображения Господня.
- Полковое знамя — простое знамя образца 1883 года, полученное 29 ноября 1896 года 221-м пехотным резервным Троицко-Сергиевским полком. Кайма знамени красная, шитье золотое. На лицевой стороне икона "Преображение Господне". Знамя имело навершие образца 1857 года и жёлтое древко.
- Полковой знак — 6 апреля 1910 года в память 100-летнего юбилея полка (29 ноября 1896 г.) был утверждён знак 194-го пехотного Троицко-Сергиевского полка.Знак представляет собой белый эмалевый равноконечный крест с гербом г.Москвы в центре. Над гербом, оксидированный двуглавый орёл с вензелем императора Павла I на красном щитке. На горизонтальных концах креста, золотые вензеля императоров Александра III и Николая II, на нижнем — соединённые вензеля императоров Петра I и Николая I. Крест наложен на красную эмалевую ленту с надписью и юбилейными датами: «Осн. 19 ф. 1711 г.» и «1796—1896», «100».

## История
194-й пехотный Троицко-Сергиевский полк был сформирован в 1910 году из трёх резервных частей: 221-го пехотного резервного Троицко-Сергиевского полка, 230-го Ветлужского и 232-го Ирбитского резервных батальонов. Старшинство полка считалось с 29 ноября 1796 года.
Полк — активный участник Первой мировой войны. Отличился в ходе Красноставского сражения в июле 1915 г.

## Командиры полка
- 26.01.1902 — 28.12.1908 — полковник Сила-Новицкий, Эммануил Викторович
- 28.12.1908 — 29.07.1910 — полковник Оболешев, Николай Николаевич
- 09.07.1910 — 30.09.1912 — полковник Фефелов, Николай Николаевич
- 30.09.1912 — после 01.04.1914 — полковник Вейц, Николай Николаевич
- 25.12.1914 — 05.07.1915 — полковник Ремезов, Александр Кондратьевич

## Известные люди, служившие в полку
С 1904 года полковым священником служил иерей Василий Ягодин, в будущем святой Русской православной церкви, священномученик.

## Полковая церковь и полковые священники
12 сентября 1912 г. командир полка обратился в Пермскую городскую управу с просьбой о выделении участка земли в размере 400 квадратных саженей около батальонного двора на Соликамской улице для строительства нового полкового храма. Новый храм предполагалось посвятить святому Сергию Радонежскому и построить в память трехсотлетия дома Романовых на пожертвования разных лиц и учреждений. 5 мая 1913 г. епископ Палладий совершил закладку храма. 3 декабря 1913 г. император Николай II пожаловал новой церкви икону святого Николая.
Освящение храма состоялось 22 декабря 1913 г. Освящал храм епископ Палладий. Иконостас и иконы были исполнены художником Гостевым А.С. в "васнецовском" стиле. В храме было устроено электрическое освещение.